# Zastava na kninskoj tvrđavi
Tijekom završnih operacija Domovinskog rata, hrvatska zastava s kninske tvrđave postala je jedna od nekoliko najznačajnijih simbola tog razdoblja nedavne povijesti. Zastavu je nakon oslobođenja Knina postavio Ivan Korade, a sutradan i prvi hrvatski predsjednik Dr. Franjo Tuđman.
Izvorna 20-metarska zastava vijorila se tijekom svečanog vojnog mimohoda u Zagrebu 2015. godine, održanog povodom 20. obljetnice vojno-redarstvene akcije "Oluja".